# Overzeese Chinezen Bulletin
Het Overzeese Chinezen Bulletin was een Chineestalige krant in Nederland. De krant werd beheerd door de Algemene Chinese Vereniging in Nederland en bestond tussen 17 augustus 1977 en 2008. Daarmee is het de oudste Chineestalige krant van Nederland. De laatste jaren gebruikte de krant hoofdzakelijk vereenvoudigd Chinees, terwijl andere Chinese kranten in Nederland nog vooral traditioneel Chinees gebruiken. Het Overzeese Chinezen Bulletin stond achter het communistische regime van China. De krant bestond voor het grootste deel uit nieuws over Wenzhou, Shanghai en andere regio's van de Wu (taal). Het was ook een van de belangrijkste media van de Chinese ambassade om de Chinezen in Nederland te kunnen bereiken. De krant was verkrijgbaar bij Chinese restaurants en bij Chinese supermarkten in de vier grote steden.